# Chicamán
Chicamán è un comune del Guatemala facente parte del dipartimento di Quiché.
Scarsi sono i dati sulle origini dell'abitato, ma sembra che precedentemente alla colonizzazione spagnola nella zona fosse presente un insediamento di indigeni di etnia poqomchi'. L'abitato fu per molti anni unito in un'unica entità amministrativa con Uspantán, ma la popolazione iniziò a premere per ottenere l'autonomia nel 1931, ma il comune venne istituito soltanto il 5 gennaio 1984.